# Żleb Kirkora

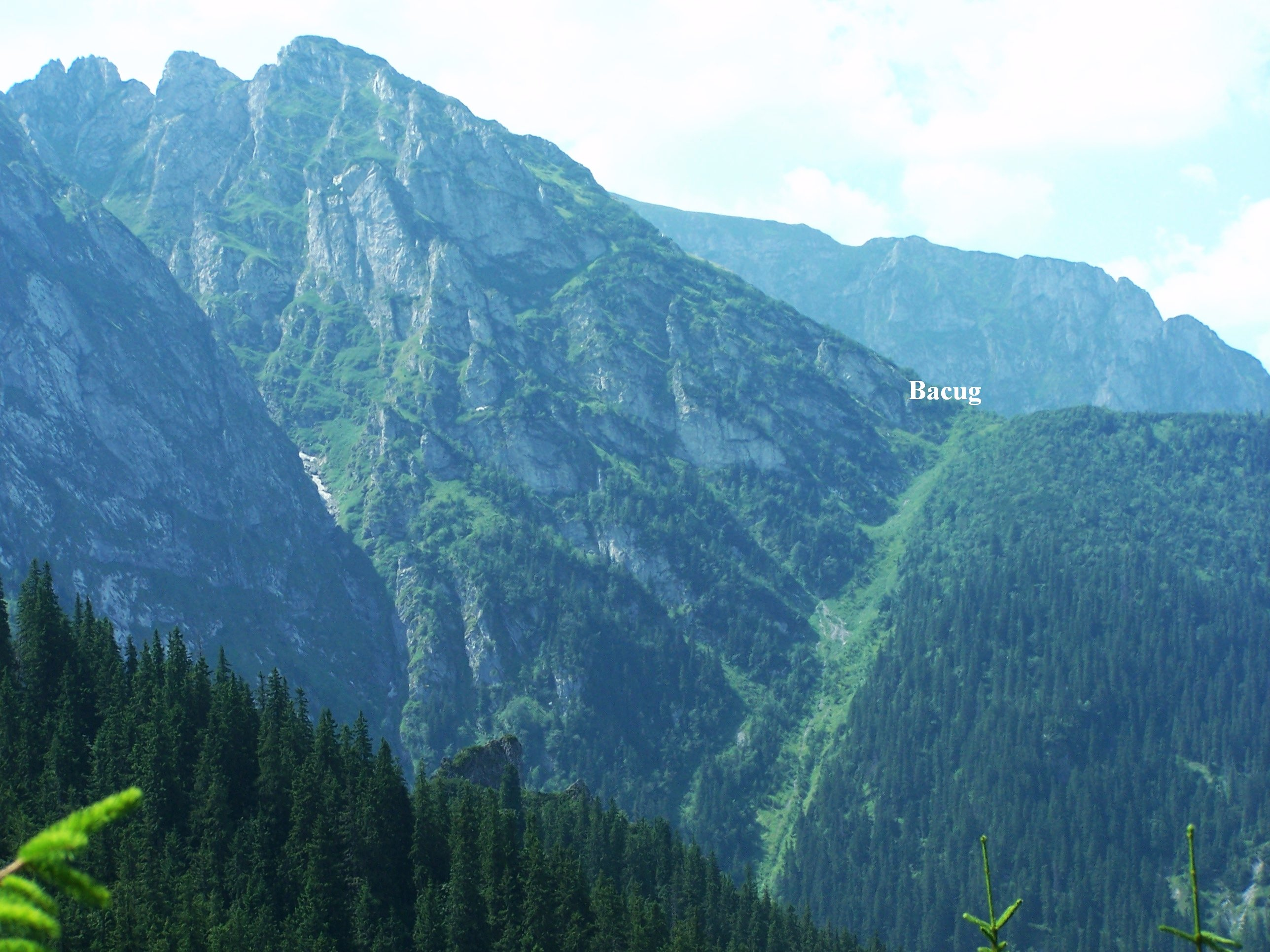
Żleb Kirkora między ścianą Giewontu (z lewej strony) i Małym Giewontem. Widok z Sarniej Skały

Żleb Kirkora – wielki żleb w masywie Giewontu w Tatrach Zachodnich. Znajduje się na północnej jego ścianie i opada z Giewonckiej Przełęczy, pomiędzy Wielkim Giewontem (głównym wierzchołkiem masywu) a Małym Giewontem do Małej Dolinki w pobliżu żlebu Warzecha. Jest doskonale widoczny z Doliny Strążyskiej, zwłaszcza spod wodospadu Siklawica. Żleb jest pochodzenia tektonicznego, powstał w miejscu przesunięcia się skał podczas ruchów górotwórczych. Powstała rysa, która szczególnie narażona była na wietrzenie. W wyniku wietrzenia powstał imponujący żleb.
Żleb Kirkora ma około 350 m różnicy wysokości. Władysław Cywiński wyróżnia w nim 3 części:
- część dolna. Jest to wycięty w skale jednolity komin z urwistymi progami o wysokości 15, 20 i 30 m (w kolejności od dołu). Najtrudniejszy do przejścia jest trzeci próg. W pierwszym, najniżej położonym progu znajduje się jaskinia Szczelina w Żlebie Kirkora[3];
- część środkowa. Nadal jest to wąski, skalny komin, ale jego progi są mniejsze i łatwiejsze do przejścia;
- część górna. Jest to wachlarzowate rozszerzenie dość łatwe do przejścia[2].

Odcinkami Żlebu Kirkora chodzili turyści i taternicy od połowy XIX wieku, nie zachowały się jednak opisy tych przejść. Nazwa żlebu pochodzi od zakopiańskiego taternika i lekarza Michała Kirkora, który w 1902 r. oznakował farbą szlak turystyczny prowadzący z Doliny Strążyskiej na Giewont. Przejście Żlebem Kirkora opisuje założyciel TOPR Mariusz Zaruski. Podaje on, że w 1912 r. żlebem zeszła lawina kamienna, która urwała wystającą półkę skalną, przez co trasa stała się szczególnie trudna.
Przyjęło się, że wyznakowana farbą przez M. Kirkora trasa prowadziła Żlebem Kirkora, według niektórych jednak prowadziła ona nieco inaczej: z Małej Dolinki żlebem Warzecha, wyżej Zachodem Pilotów i dopiero w końcu górną częścią Żlebu Kirkora.
W Żlebie Kirkora zdarzyło się wśród turystów wiele wypadków śmiertelnych. Mimo to nadal zdarzają się amatorzy, którzy usiłują tym żlebem wejść na Giewont lub zejść z niego, co zwykle kończy się, jeśli nie tragicznie, to interwencją TOPR, które musi ściągać ich ze skał.
Pierwszego znanego letniego przejścia Żlebem Kirkora wprost przez wszystkie progi dokonali Ryszard Malczyk i F. Lech w 1966 r. Ocenili je na III stopień trudności w skali trudności UIAA (tatrzańskiej). Według W. Cywińskiego jednak trudności na niektórych odcinkach mają IV lub V stopień trudności (np. przejście trzeciego progu). Pierwszego zimowego przejścia dokonał Mariusz Zaruski 3 stycznia 1904 r. Trudności zimowego przejścia są zmienne i zależą od warunków śniegowych. Najczęściej pierwszy próg jest odsłonięty na wysokości kilku metrów, drugi jest całkowicie zaśnieżony, a na trzecim jest lodospad.
Z rzadkich roślin w żlebie występuje traganek wytrzymały – gatunek w Polsce występujący tylko w Tatrach i to na nielicznych stanowiskach.